# Jaroslav Hellebrand
Jaroslav Hellebrand (Prága, 1945. december 30. –) olimpiai bronzérmes cseh evezős.

## Pályafutása
Az 1976-os montréali olimpián négypárevezősben bronzérmet szerzett Zdeněk Peckával, Václav Vochoskával és Vladek Lacinával. 1965-ben és 1967-ben Európa-bajnoki bronzérmes lett kétpárevezősben. 1970 és 1975 között egy világbajnoki ezüst- és két bronzérmet szerzett.

## Sikerei, díjai
- Olimpiai játékok – négypárevezős
  - bronzérmes: 1976, Montréal
- Világbajnokság – négypárevezős
  - ezüstérmes: 1975 (négypárevezős)
  - bronzérmes (2): 1970 (egypárevezős), 1974, (négypárevezős)
- Európa-bajnokság – kétpárevezős
  - bronzérmes (2): 1965, 1967